# Arash T. Riahi
Pour les articles homonymes, voir Riahi.
Arash T. Riahi (né en 1972 en Iran) est un réalisateur et un scénariste iranien.

## Filmographie
- 2008 : Pour un instant, la liberté (Ein Augenblick Freiheit)
- 2006 : Exile Family Movie
- 2004 : Die Souvenirs des Herrn X ou The Souvenirs of Mr. X
- 2020 : Oskar et Lily (Ein bisschen bleiben wir noch)

## Prix
- 2006 : Festival international des jeunes réalisateurs de Saint-Jean-de-Luz : prix du meilleur réalisateur pour Pour un instant, la liberté